# 同心站
同心站位于中华人民共和国宁夏回族自治区吴忠市同心县豫海镇，建于1995年，是宝中铁路上的一个铁路车站，现办理客货运业务，车站及其上下行区间均已电气化。车站距离宝鸡站413公里，隶属中国铁路兰州局集团，是四等站。

## 停靠列车
- 7511/7514、7513/7512次列车
- K1085/1088、K1087/1086次列车
- K1295/1298、K1296/1297次列车
- K1305/1308、K1307/1306次列车
- K359/362、K360/361次列车
- K452/453、K454/451次列车
- K9663/9664次列车